# خورخي أولاشيا
خورخي أولاشيا (بالإسبانية: Jorge Olaechea)‏ (مواليد 27 أغسطس 1956) هو لاعب كرة قدم. يلعب مع منتخب بيرو لكرة القدم. سبق له أن لعب في كأس العالم لكرة القدم مع منتخب بلاده.

## روابط خارجية
- خورخي أولاشيا على موقع الاتحاد الدولي (مؤرشف)  (الإنجليزية)
- خورخي أولاشيا على موقع قاعدة بيانات كرة القدم.إي يو (الإنجليزية)
- خورخي أولاشيا على موقع ناشيونال فوتبول تيمز (الإنجليزية)
- خورخي أولاشيا على موقع Soccerway.com (الإنجليزية)
- خورخي أولاشيا على موقع عالم كرة القدم.نت (الإنجليزية)